# Alexandre Benois
Alexandre Benois, někdy též uváděn jako Aleksandr Nikolajevič Benua, rusky Александр Николаевич Бенуа (3. května 1870, Petrohrad – 9. února 1960, Paříž) byl ruský divadelní scénograf, kostýmní návrhář, malíř a baletní libretista. Významně ovlivnil podobu moderního baletu a scénické výpravy.

## Dílo
S Léonem Bakstem a Sergejem Ďagilevem spoluzaložil roku 1899 v Petrohradě vlivný časopis Mir iskusstva (Svět umění), z jehož okruhu vzešel později Ďagilevův Ballets Russes. Mir iskusstva se stal i uměleckou skupinou. Benois a jeho generační druhové usilovali o syntézu nových západoevropských trendů a tradičního ruského lidového umění. Napadli z jejich pohledu nízké umělecké normy realistických Peredvižniků a kritizovali izolaci ruského umění. Zdůraznili individualismus a uměleckou osobnost. Časopis, který Benois spoluvytvářel do roku 1904, získal velký vliv zejména na scénografii.
Benois začal svou tvůrčí kariéru kolem roku 1901 v Mariinském divadle v Petrohradě, jako kostýmní a scénický návrhář pro balety Sylvia a Cupidova pomsta. Když Ďagilev roku 1909 založil Ballets Russes, Benois pro něj začal navrhovat dekorace a kostýmy, mimo jiné pro představení Les Sylphides (1909), Giselle (1910) a Petruška (1911), na kterém spolupracoval s Igorem Stravinským. K jeho pozdějším oceňovaným scénografickým dílům patří La Valse (1929, pro společnost Idy Rubinsteinové), Louskáček (1940, pro Ballets Russes) a Maturitní ples, kde napsal i libreto (1957, pro London Festival Ballet).
Od roku 1927 žil trvale ve Francii. Zemřel v Paříži 9. února 1960.

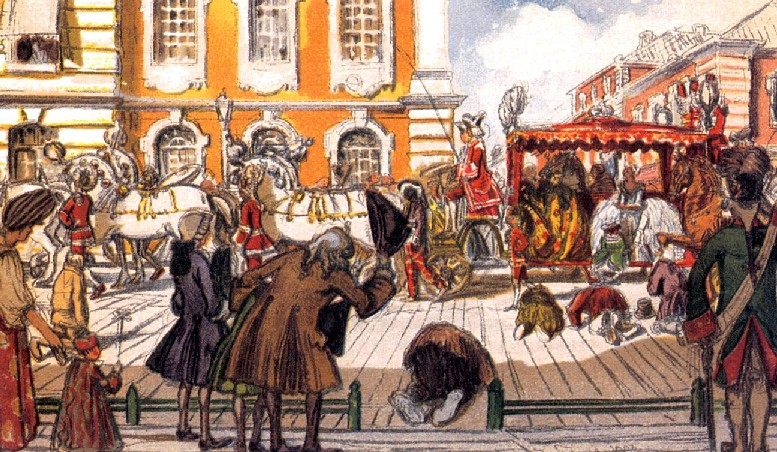
Procházka carevny Alžběty I. ulicemi Petrohradu (1903)
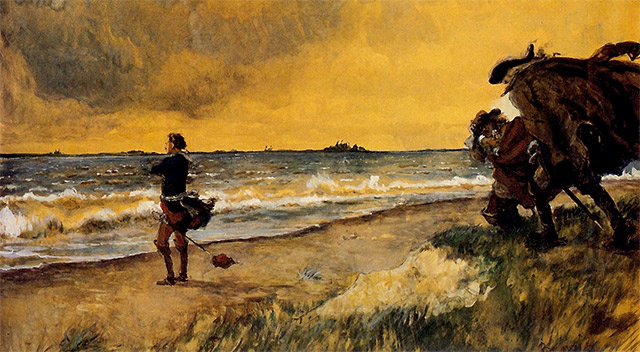
Petr I. promýšlí výstavbu Petrohradu na břehu Baltského moře
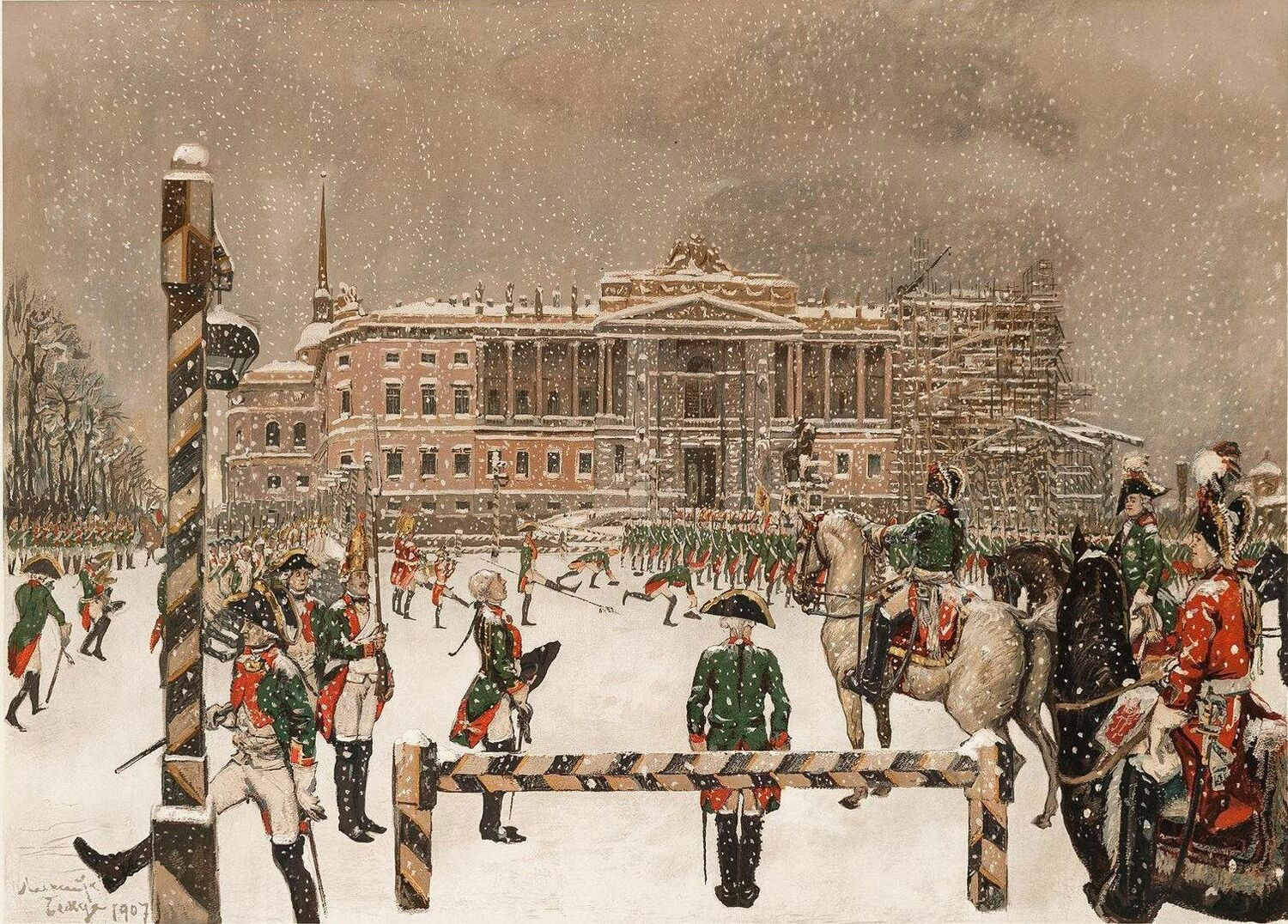
Vojenská přehlídka cara Pavla I. proti Michalovskému zámku (1907)
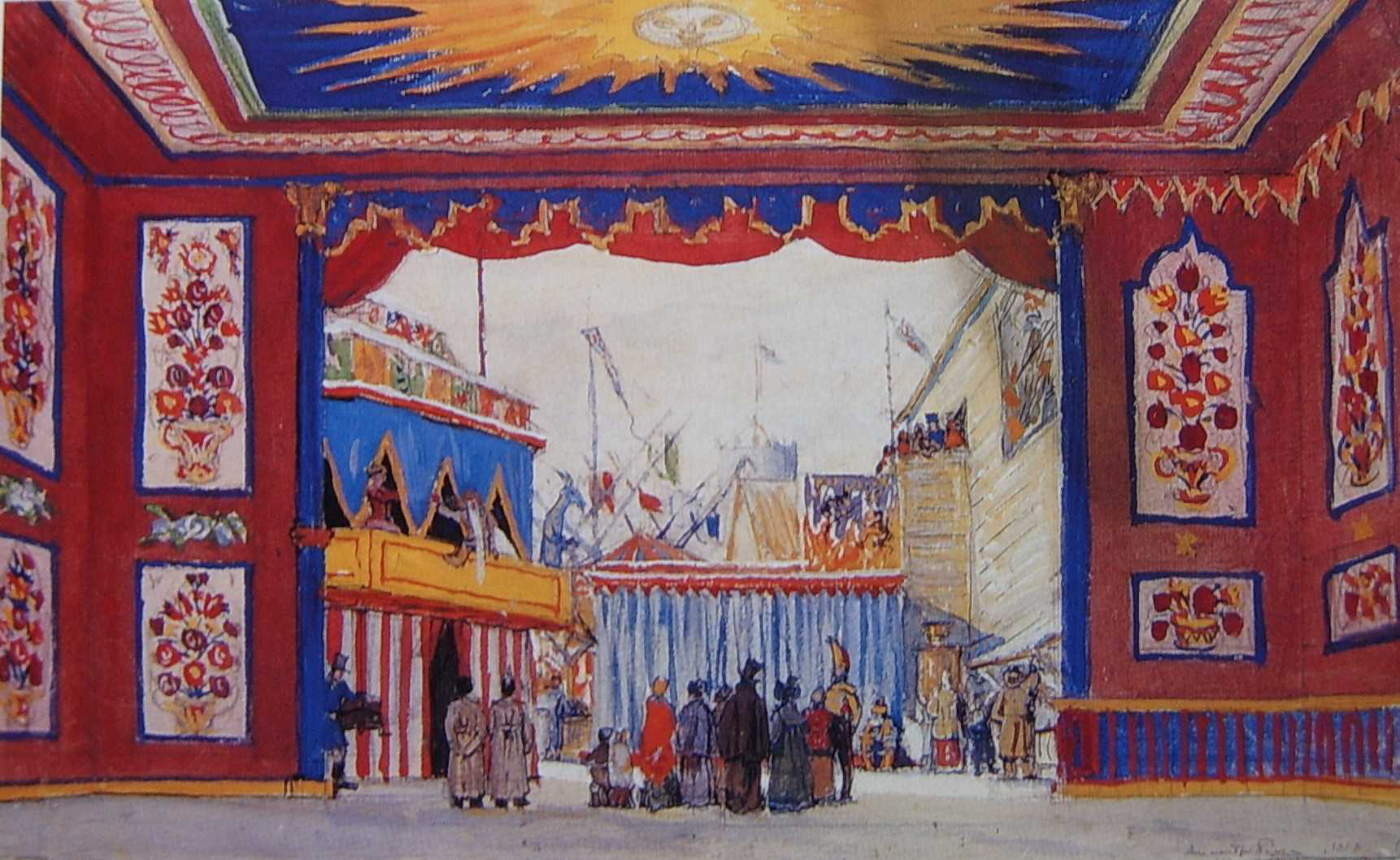
Návrh scény pro Petrušku Igora Stravinského (1911)
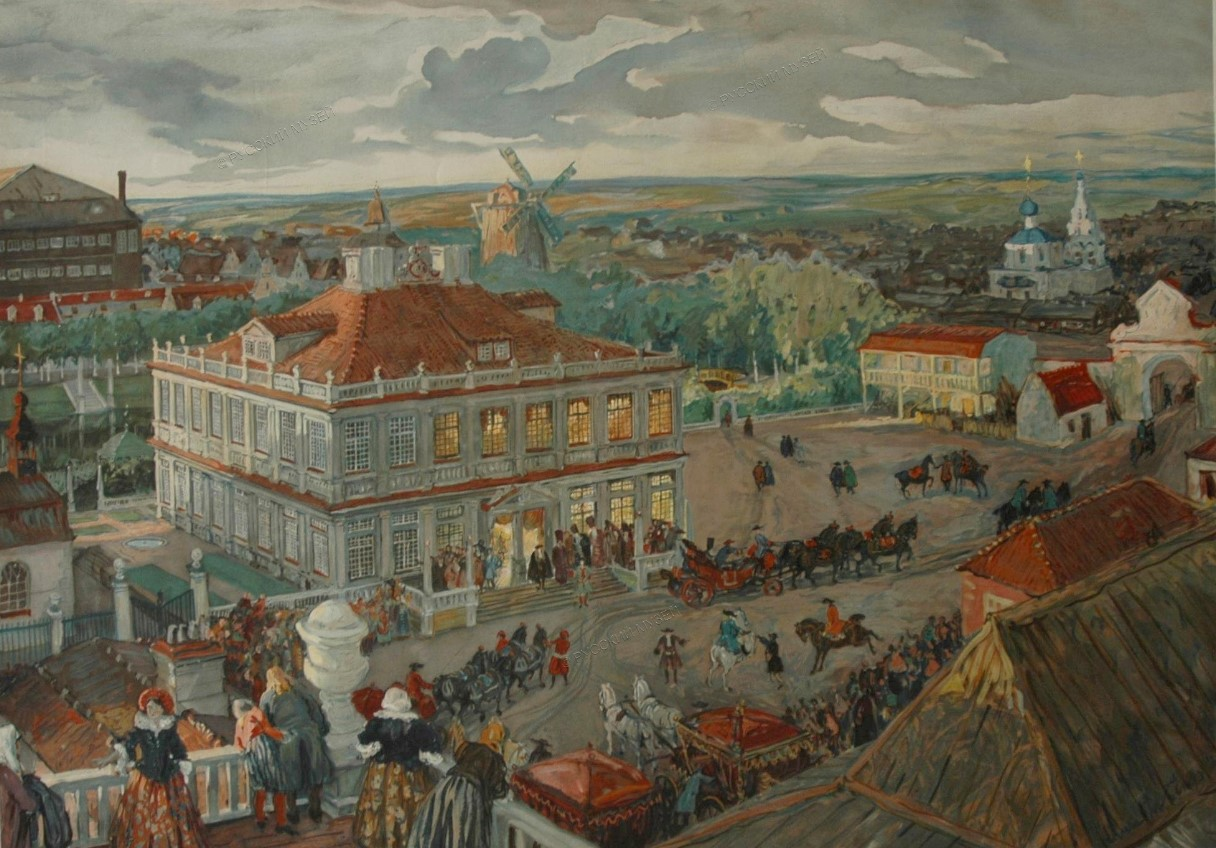
V německé čtvrti (1911)
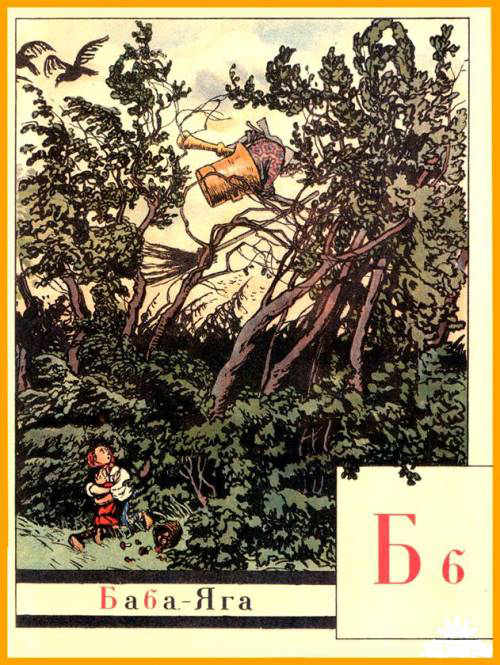
Baba Jaga ze Slabikáře (1904)